# Ophioglossum aitchisonii
Ophioglossum aitchisonii là một loài dương xỉ trong họ Ophioglossaceae. Loài này được d'Almeida mô tả khoa học đầu tiên năm 1922.
Danh pháp khoa học của loài này chưa được làm sáng tỏ. 